# Jelle Van Damme
Jelle Van Damme (Lokeren, 10 de octubre de 1983) es un exfutbolista belga que jugaba como defensa.

## Carrera
Se caracteriza por ser un jugador de un gran poderío físico y de una gran presencia en el campo. Su primer gol con el Standard de Lieja lo consiguió el 29 de enero de 2011 ante el KVC Westerlo en el Estadio Maurice Dufrasne en el minuto 44 de la primera parte a pase de su compañero Laurent Ciman. Este gol, el segundo de su equipo, significaría a la postre el de la victoria para el equipo "rouche" ya que el partido acabó con el resultado de 2-1.
En la temporada 2011-12 y tras la salida del equipo de jugadores importantes como Steven Defour, Axel Witsel o Medhi Carcela, Van Damme pasa a convertirse en uno de los pilares del equipo valón llegando a ser el primer capitán con tan sólo un año y medio vistiendo la elástica roja.
En febrero de 2021 anunció su retirada.

## Selección nacional
Fue internacional con la selección de Bélgica en 32 ocasiones.

## Clubes
| Club                          | País           | Año       |
| ----------------------------- | -------------- | --------- |
| Beerschot A. C.               | Bélgica        | 2001-2002 |
| Ajax de Ámsterdam             | Países Bajos   | 2002-2004 |
| Southampton F. C.             | Inglaterra     | 2004-2006 |
| Werder Bremen (cedido)        | Alemania       | 2005-2006 |
| R. S. C. Anderlecht           | Bélgica        | 2006-2010 |
| Wolverhampton Wanderers F. C. | Inglaterra     | 2010-2011 |
| Standard de Lieja             | Bélgica        | 2011-2016 |
| Los Angeles Galaxy            | Estados Unidos | 2016-2017 |
| Royal Antwerp F. C.           | Bélgica        | 2017-2019 |
| K. S. C. Lokeren              | Bélgica        | 2019-2020 |

## Palmarés

### Títulos nacionales
| Título                      | Club                | País         | Año  |
| --------------------------- | ------------------- | ------------ | ---- |
| Eredivisie                  | Ajax de Ámsterdam   | Países Bajos | 2004 |
| Supercopa de Bélgica        | R. S. C. Anderlecht | Bélgica      | 2006 |
| Primera División de Bélgica | R. S. C. Anderlecht | Bélgica      | 2007 |
| Supercopa de Bélgica        | R. S. C. Anderlecht | Bélgica      | 2007 |
| Copa de Bélgica             | R. S. C. Anderlecht | Bélgica      | 2008 |
| Primera División de Bélgica | R. S. C. Anderlecht | Bélgica      | 2010 |
| Copa de Bélgica             | Standard de Lieja   | Bélgica      | 2011 |